# Les Demoiselles d'Avignon
Cet article possède un paronyme, voir La Demoiselle d'Avignon.
Les Demoiselles d'Avignon est une peinture à l'huile sur toile, de grand format (244 × 234 cm), réalisée à Paris par Pablo Picasso en 1907. Le tableau est considéré comme l'un des tableaux les plus importants de l'histoire de la peinture en raison de la rupture stylistique et conceptuelle qu'il propose,. Selon Henri Matisse, c'est vraisemblablement sur un malentendu qu'à partir de 1907 Les Demoiselles d'Avignon ou Bordel d'Avignon est considéré comme le premier tableau cubiste. Picasso ayant eu un plus grand sens des relations publiques que Georges Braque, il finira vers la fin des années 1950 par s'attribuer l'intégralité de la paternité du cubisme. L'œuvre a été acquise par le Museum of Modern Art, situé à New York, en 1939,.
Sur une scène, devant un rideau de théâtre, cinq femmes, partiellement nues, occupent la totalité du tableau. Au premier plan et au centre de ce tableau, se trouve une coupe de fruits dans laquelle sont posés un quartier de pastèque, une grappe de raisin ainsi qu'une pomme et une poire semblables. Ces cinq femmes sont peintes dans un camaïeu incarnat qui contraste avec le bleu, le blanc et le marron du rideau que la femme de gauche ouvre avec sa main. Les femmes du centre fixent le(s) spectateur(s) de leurs yeux exorbités. Si leur visage est dessiné de face, leur nez est dessiné de profil. La cinquième femme à droite est accroupie et nous tourne le dos. Le corps de ces femmes semble déformé, représenté à la fois de profil, de trois quarts, de face et de dos, avec des contours faits de segments de droites et d'angles vifs. Dans ce tableau, Picasso « oublie » toutes les règles académiques : pas de sujet narratif, aucune perspective, absence de réalisme voire de naturalisme dans l'exécution des modèles.
Selon les dires de Picasso, confirmés par une analyse des esquisses préparatoires, il apparait que devaient figurer, outre les cinq femmes, un marin et un étudiant en médecine tenant un crâne dans ses mains. Les cinq femmes devaient manger, d'où le panier de fruits qui est resté, mais Picasso n'a pas poursuivi dans son idée première.
Les femmes représentées sont des prostituées de l'une des deux maisons closes situées Carrer d'Avinyó, dans le Quartier gothique de Barcelone. Contrairement à une idée reçue, le nom de la rue fait référence à la commune d'Avinyó en Catalogne et non à la ville d'Avignon en France.

## Historique
En 1900, Picasso, âgé de dix-neuf ans, quitte Barcelone pour Paris, où l'Exposition internationale a sélectionné l'un de ses tableaux. En 1904, il s'installe au Bateau-Lavoir, un atelier situé à Montmartre. Commencé durant l'hiver 1906, avec comme modèles sa compagne d'alors la jeune peintre Fernande Olivier (avec qui il achève un voyage artistique à Gósol en Catalogne),  et la danseuse Germaine Pichot, amour contrarié du peintre Carles Casagemas, ami intime de Picasso, le tableau est « achevé » (ou plutôt laissé à l'état d'« inachèvement voulu »), en juillet 1907. Titré à l'origine, contre l'avis de son marchand, « El Burdel de Aviñón », en souvenir du Carrer d'Avinyó (la rue d'Avinyó), rue chaude, à l'époque, du quartier gothique de la vieille ville de Barcelone, près de laquelle vivait Picasso jeune, il ne prend son nom définitif de  Les Demoiselles d'Avignon , donné par André Salmon, qu'en juillet 1916 à l'occasion du Salon d'Antin organisé par ce dernier,. Pour Irving Lavin, le titre pourrait aussi faire référence aux Filles d'Avignon recueil poétique de Théodore Aubanel.
Pour les spectateurs de l'époque, ce n'est pas le sujet qui les choque mais sa réalisation.
Sur le conseil d'André Breton, le couturier et mécène Jacques Doucet achète le tableau le 12 décembre 1924 pour la somme de 25 000 francs, Picasso recevant 2 000 francs par mois jusqu'à concurrence de ces 25 000 francs. Dans une lettre, André Breton fait part aussitôt de sa satisfaction pour cet achat (qu'il avait déjà conseillé en décembre 1921) : « C'est l'événement capital du XXe siècle. Voilà le tableau qu'on promenait, comme autrefois la Vierge de Cimabue, à travers les rues de notre capitale, si le scepticisme ne l'emportait pas sur les grandes vertus particulières par lesquelles notre temps accepte d'être, malgré tout. Il me paraît impossible d'en parler autrement que d'une façon mystique. […] c'est un symbole pur, comme le tableau chaldéen, une projection intense de cet idéal moderne que nous n'arrivons à saisir que par bribes… ». Environ un mois avant la fin de l'Exposition universelle de 1937, le tableau est cédé le 15 septembre 1937 par la veuve de Jacques Doucet (décédé en 1929) à la galerie Jacques Seligmann pour 150 000 francs, l'antiquaire exportant la toile dans sa galerie Jacques Seligmann & Company à New York. Alfred Barr l'acquiert en 1939 pour le Museum of Modern Art de New York, pour la somme de 28 000 dollars (200 000 francs).

## Analyse et interprétations de l'œuvre
Henri Matisse, André Derain, Georges Braque et Guillaume Apollinaire qui découvrent le tableau le perçoivent comme un acte de « terrorisme ». Derain dira même au collectionneur et marchand d'art Daniel-Henry Kahnweiler : « Un jour, nous apprendrons que Picasso s'est pendu derrière sa grande toile ». Le corps de ces prostituées perçu comme mutilé est à l'origine de cet effroi.
Picasso aurait voulu s’opposer à l’idéal esthétique d'Ingres ou Matisse en présentant une œuvre provocante, choquante et délibérément inachevée. Quoi qu'il en soit, comme le soulignent divers historiens de l'art, s'y croisent les influences du Cézanne des Grandes Baigneuses et de la statuaire africaine. Les visages des  Demoiselles de droite se confondent en effet avec des masques africains et évoquent des femmes atteintes de syphilis osseuse (le peintre, qui avait une peur légendaire de la maladie et de la mort, ayant contracté cette MST) au stade ultime de leur déformation. Une étude de 1907 pour le tableau exposée au Kunstmuseum de Bâle montre qu'initialement un étudiant en médecine (il représente les officiers publics qui font des visites médicales à but hygiénique dans les bordels) entre par le bord gauche et porte un crâne, symbole de la mort. Ce que Picasso a voulu originellement représenter, c'est moins la prostitution que la peur des maladies vénériennes. 
Pour Carsten-Peter Warncke et Ingo F. Walther, Les Demoiselles d’Avignon  est comme le résultat d'une recherche « en laboratoire » qui a nécessité de très nombreux essais (une centaine d'esquisses répertoriées). Picasso y manifeste une intense recherche sur la nature de la pensée et de l’acte créateur. En outre, ils y voient une interprétation mythologique, celle du Jugement de Pâris.

## Appropriations
Le peintre Herman Braun-Vega dont le sujet récurrent est le syncrétisme fait à plusieurs reprises référence aux Demoiselles d'Avignon dans ses tableaux non seulement parce qu'elles sont l'œuvre d'un peintre syncrétique, mais aussi pour les intégrer dans son propre univers syncrétique en les associant tantôt à la Baigneuse Valpinçon d'Ingres et à l'Olympia de Manet comme dans A new Turkish Bath (Manet, Ingres, Picasso), tantôt à la Vénus à son miroir de Vélasquez et à la Bethsabée de Rembrandt comme dans Après le bain... (Vélasquez, Rembrandt, Picasso), ou encore à l'un des Nus bleus de Matisse dans le tableau Don Pablo baila un huayno (danza andina de la Sierra peruana) bajo la mirada sorprendida de Matisse.

### Filmographie
- La Vie privée des chefs-d'œuvre : Les Demoiselles d'Avignon, 3e série, 9e épisode, 50 minutes, BBC Production, 2004